# Lycaeides mira
Lycaeides mira är en fjärilsart som beskrevs av Ruggero Verity 1913. Lycaeides mira ingår i släktet Lycaeides och familjen juvelvingar. Inga underarter finns listade i Catalogue of Life.